# Puračić
Puračić är en ort i Bosnien och Hercegovina.   Den ligger i entiteten Federationen Bosnien och Hercegovina, i den centrala delen av landet, 80 km norr om huvudstaden Sarajevo. Puračić ligger 188 meter över havet och antalet invånare är 3 461.
Terrängen runt Puračić är varierad. Puračić ligger nere i en dal. Runt Puračić är det ganska tätbefolkat, med 93 invånare per kvadratkilometer.. Närmaste större samhälle är Tuzla, 14,9 km öster om Puračić. 
I omgivningarna runt Puračić växer i huvudsak blandskog.